# 東京出版
株式会社東京出版（とうきょうしゅっぱん）は、高校・中学・小学の数学の問題集・学習参考書を主に扱う出版社。

## 概要
大学・高校・中学への進学予定者を対象とした受験数学の問題集・学習参考書で知られている。
1957年に予備校講師だった黒木正憲が『大学への数学』創刊を目指して創業した。
創立以来の出版物である月刊の大学受験数学誌『大学への数学』が有名で、同誌のシリーズとして問題集・学習参考書を発行している。
他に『高校への数学』『中学への算数』を発行している。
かつては数学や算数以外の教科のための出版物もあったが、現在は発行していない。
2024年度からは、「大数ゼミ」を東京出版教育ラボに代わって運営している。

## 主な刊行物
（出典は公式サイト：）
- 大学への数学 : 月刊誌、1957年創刊
  - 増刊号や、複数の書籍を出版している。
  - 研文書院から出版されていた黒い表紙カバーの『大学への数学』とは別のものである。研文書院版は黒大数（くろだいすう）とも呼ばれる[6]。
- 高校への数学 : 月刊誌、1976年創刊
- 中学への算数 : 月刊誌、1994年に『中学へのチャレンジ算数』として創刊され、1999年に現在の名称に変更。
- 一般書（知遊ブックス）[7]

## 関連会社
- 東京出版教育ラボ - 不定期誌『LABbook』を刊行[4]。

## 執筆者
- 中井淳三
- 福田邦彦
- 塩繁学[8]
- 坪田三千雄
- 浦辺理樹
- 安田亨

- 森茂樹
- 石井俊全
- 米村明芳
- 雲幸一郎
- 古川昭夫